# صموئيل نابير
صموئيل نابير (بالإنجليزية: Samuel Napier)‏ هو مستكشف أسترالي وكندي، ولد في 1837، وتوفي في 1 يونيو 1902.